# سبنسر إل. كيمبل
سبنسر إل. كيمبل (بالإنجليزية: Spencer L. Kimball)‏ هو عالم قانوني أمريكي، ولد في 26 أغسطس 1918، وتوفي في 26 أكتوبر 2003.